# Lingua swahili
Lo swahili (pronuncia: suahìli) è una lingua bantu, della famiglia delle lingue niger-kordofaniane, diffusa in gran parte dell'Africa orientale, centrale e meridionale. Al 2022, è parlato da 71,4 milioni di parlanti totali.
È la lingua nazionale di Tanzania, Kenya, Uganda e Ruanda, nonché una delle sei lingue ufficiali dell'Unione Africana, la lingua ufficiale della Comunità dell'Africa Orientale insieme all'inglese e l'interlingua della Federazione dell'Africa Orientale, che ha come lingue ufficiali l'inglese e il francese. Lo swahili è diffuso anche al di fuori dei paesi in cui è lingua ufficiale, in quanto è usata come lingua d’affari in Burundi e ha molti altri parlanti nella Repubblica Democratica del Congo. Inoltre, essendo lo swahili una lingua storicamente legata al commercio marittimo, ci sono comunità di lingua swahili in molte città portuali anche al di fuori dell'Africa.
L'80% dei parlanti di swahili usa questa lingua come lingua seconda (L2), ragion per cui a livello di parlanti nativi appare molto in basso nelle classifiche ma svetta ai primi posti tra le lingue più diffuse al mondo per numero di parlanti totali, un destino in comune con lingue come l'inglese e il francese. Data la parentela con molte altre lingue Bantu, è la più grande interlingua nativa dell'Africa orientale e una delle interlingue maggiori di tutta l'Africa subsahariana (in quella settentrionale si usa l'arabo moderno standard).

## Nome e storia; varietà standard
Il nome "swahili" deriva dall'aggettivo arabo sawahili (سواحلي), al plurale sawahil (سواحل), che significa "costiero (dall'arabo sāḥil e persiano sahel, ساحل, "costa", che è la radice da cui deriva anche il nome Sahel). Questo aggettivo ha storicamente assunto la funzione di denotare i popoli della costa orientale africana. Dalla radice "swahili" che indica il popolo derivano in swahili una quantità di costrutti; il nome "kiswahili", per esempio, è composto usando il prefisso "ki", che è prefisso dei nomi delle lingue; chi parla swahili ("i swahili, la gente swahili") viene detto mswahili (al plurale waswahili); e analogamente uswahili è la cultura swahili, o la regione abitata dai popoli di lingua swahili.
Lo swahili si sviluppò come lingua di interscambio sulle rotte commerciali che univano l'Africa all'Asia, e che costituivano una rete estremamente ampia e attiva che aveva uno dei suoi maggiori centri a Zanzibar. Tali scambi, di cui si ha notizia almeno a partire dal I secolo a.C., influenzarono profondamente le culture della costa orientale dell'Africa, che acquisirono elementi bantu, arabi, indiani, persiani e via dicendo. In questo contesto, lo swahili svolgeva una funzione di interfaccia; questa sua natura di lingua commerciale e multiculturale si riflette nella straordinaria abbondanza di prestiti linguistici che lo swahili ha ricevuto da altre lingue. Sono numerosi i termini di origine araba (per esempio waziri, "ministro"), persiana (serikali, "governo") e hindi (chandarua, "zanzariera").
Con l'arrivo degli europei e il colonialismo, lo swahili non perse le sue caratteristiche di lingua aperta alle contaminazioni con altri idiomi. Se i vocaboli non-bantu del swahili antico sono quasi tutti di origine araba o persiana, moltissimi vocaboli di recente acquisizione sono di origine portoghese (p.es., pesa per "denaro" o meza per "tavolo"), tedesca (shule per "scuola") o inglese (basi per "autobus" o gari per "automobile").
Nonostante i numerosi vocaboli acquisiti da lingue straniere, lo swahili ha sempre mantenuto la struttura generale di una lingua bantu, e ha molte più parole in comune con le lingue bantu che con l'arabo, il persiano, e così via; queste caratteristiche ne hanno facilitato la diffusione come seconda o terza lingua in ampie regioni dell'entroterra africano in cui si parlano lingue della stessa famiglia.
È difficile stabilire con precisione da quanto tempo lo swahili esista come lingua distinta; molto probabilmente il nucleo del linguaggio si sviluppò a Zanzibar, per poi diffondersi lungo le rotte commerciali, a partire da millecinquecento anni fa. Uno dei primi documenti scritti in swahili pervenutici è un poema epico (trascritto in alfabeto arabo) intitolato Utenzi wa Tambuka ("La storia di Tambuka"), del 1728.
Di questa lingua, suddivisa in dialetti relativi a più aree geografiche (es. Congo, Mozambico, Comore, Mayotte, Somalia...), esiste una varietà standard e prestigiosa, cioè la "kiunguja", basata sulla parlata della città di Zanzibar (Tanzania). I libri che insegnano lo swahili standard (o che partono da questa varietà per poi aprire una finestra sulle altre) si basano sulla varietà kiunguja. Il nome di questa varietà deriva dal nome in swahili di Zanzibar, una città dell'omonima isola che significa "l'Isola dello Zenzero" o "l'Isola dei Neri".

## Classificazione e rapporti con altre lingue
I linguisti classificano lo swahili nel gruppo delle lingue stretto bantu centrali G. Appartiene al sottogruppo di lingue bantu noto come sabaki, ed è strettamente correlato alle lingue del gruppo miji kenda quali pokomo e ngazija e alle lingue delle Comore. Come si è già detto, il vocabolario della lingua risente di numerose influenze. Laddove uno stesso concetto si possa esprimere in diversi modi, i termini derivati da lingue non-bantu sono in genere considerati più raffinati e quelli bantu più volgari.

## Distribuzione geografica
aree dove lo swahili o il comoriano è la lingua madre
     lingua ufficiale o nazionale
     lingua commerciale

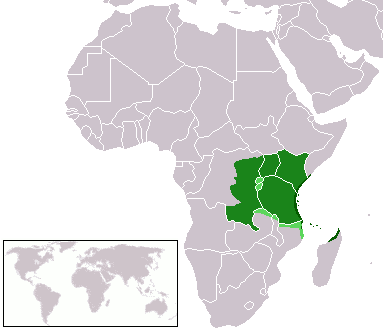
aree dove lo swahili o il comoriano è la lingua madre
lingua ufficiale o nazionale
lingua commerciale

Lo swahili è la lingua madre del "popolo swahili" o waswahili, in realtà costituito da una grande varietà di etnie e culture di origine africana, araba, persiana e indiana. Questo popolo abita un lungo tratto della costa africana sull'Oceano Indiano, dalla Somalia meridionale al Mozambico settentrionale, ed è presente in numerose isole come Zanzibar, Pemba, Mafia, Lamu, le Comore e persino il Madagascar. Questa diffusione rispecchia il fatto che la parola "swahili" deriva dall'arabo per "popoli della costa".
Come seconda, terza o quarta lingua, lo swahili è parlato in gran parte dell'Africa subsahariana; certamente in Tanzania, Kenya, Uganda, Ruanda, Burundi, Congo (RDC), Somalia, Comore (incluso Mayotte), Mozambico, Malawi, Zambia, Repubblica Centrafricana.

### Lingua ufficiale
Lo swahili è la lingua ufficiale della Tanzania, dell'Uganda, del Ruanda e del Kenya. È anche una delle sei lingue di lavoro dell'Unione Africana insieme a inglese, spagnolo, portoghese, francese e arabo moderno standard ed è la lingua ufficiale della Comunità dell'Africa Orientale insieme all'inglese. Infine, è l'interlingua della Federazione dell'Africa Orientale, che però ha come lingue ufficiali l'inglese e francese (ma di fatto in quell'area la popolazione parla lo swahili come interlingua).
Il portoghese è parlato in paesi dell'Africa orientale e occidentale come Mozambico e Angola ed è anche lingua ufficiale in questi paesi, mentre l'arabo è diffuso in Nordafrica a seguito delle conquiste dell'Impero Islamico. Il francese è lingua ufficiale in primis di molti paesi colonizzati in passato dai francesi (Benin, Burkina Faso, Cameroon, Chad, Djibouti, RDC, Gabon, Madagascar, Senegal, Togo...). Lo spagnolo si parla a Ceuta e Melilla, nella parte africana delle Colonne d'Ercole, nelle Isole Canarie, territori spagnoli vicini alle coste del Marocco, e in Guinea Equatoriale. L'inglese infine è una generica interlingua che può essere conosciuta dai parlanti istruiti, se si eccettua il Sudafrica (in cui comunque i parlanti inglesi non sono la maggioranza) e alcuni paesi in cui è pure lingua ufficiale. Quindi, se si aggiunge lo swahili, questo gruppo di lingue è particolarmente rappresentativo dell'Africa. Il Ruanda ha ben tre di queste lingue come ufficiali: swahili, inglese e francese (a cui poi si aggiunge una quarta lingua).

### Dialetti e lingue derivate
Data la varietà culturale ed etnica dei popoli che parlano swahili come prima lingua, non sorprende che esistano numerose varianti locali, o dialetti. Si distinguono comunemente i seguenti dialetti principali:
- kiunguja, parlato sulla costa e nella città di Zanzibar (detta Unguja in swahili). Su questa forma è basato lo swahili standard.
- kitumbambu, entroterra rurale di Zanzibar
- kimrima, nella zona di Pangani, Dar es Salaam, Rufiji e Mafia
- kimgao, a Kilwa
- kipemba, isola di Pemba
- kimvita, area di Mombasa
- kiamu, isola di Lamu
- kingwana, Congo
- shikomor, Comore
- shimaore, Mayotte
- shindzuani, Anjouan (Comore)
- shingadzija, Grande Comore
- kimwani, Mozambico
- chimwiini, Somalia
- sheng, Nairobi

## Alfabeto e pronuncia
I primi documenti scritti risalgono ad un periodo compreso tra la fine del '600 e gli inizi '700 ed utilizzavano l'alfabeto arabo; l'attuale forma scritta, di uso corrente, utilizza l'alfabeto latino.
Quanto alla fonetica, le parole swahili sono quasi tutte piane, cioè l'accento cade sempre sulla penultima sillaba. In genere, questo implica che sia accentata la penultima vocale della parola; tuttavia, ci sono casi in cui può essere "accentata" una consonante. Questo vale per esempio per mbwa ("cane"), in cui si enfatizza la m, o nne ("quattro") in cui si enfatizza la prima n. Vocali e consonanti si pronunciano in genere in modo abbastanza simile all'italiano. La pronuncia standard del swahili fa fede alla varietà di Zanzibar e contiene dei suoni presi in prestito dall'arabo, che possono essere approssimati dai parlanti non colti.
| Lettera | Trascriz. AFI | Spiegazione |
| ------- | ------------- | --- |
| a       | /a/           | È una "a" di albero. Il dittongo "wa" si pronuncia /wɑ/, cioè con una "a" spalancata e posteriore, gutturale e cupa, come nell'inglese "car" pronunciato con la pronuncia Oxbridge/Queen English/Received Pronunciation. "Ya" invece si pronuncia sempre /ja/. La -a a fine parola può defonologizzarsi in una vocale neutra schwa /ə/, che si ottiene immaginando di pronunciare tutte le consonanti dell'alfabeto ("a, bi, ci, di, e, effe, gi...") senza declamare il nome per intero, ma solo il suono ("a, b, c, d, e, f, g..."). Per fare un discorso generico sull'allungamento vocalico in swahili, tutte e cinque le vocali si possono scrivere due volte di fila, dando origine a un leggero allungamento vocalico che in IPA si indica con due puntini (per esempio, da /a/ si ottiene /a:/). Tutti gli allungamenti vocalici, presenti in un gruppo contenuto di vocaboli, derivano dalla caduta di una L intervocalica. Un fenomeno simile è avvenuto anche in Zulu. |
| e       | /ɛ/~/e/       | È una "e" di elica, che se accentata si apre in una "é" di perché. |
| i       | /i/~/ɪ/       | È una "i" di piccolo che, se non accentata, si apre leggermente. |
| o       | /ɔ/~/o/       | È una "o" di occhio, che se accentata si apre leggermente. La vocale, in entrambi i casi, è arrotondata/procheila. Una vocale arrotondata si dice tale quando si pronuncia con le labbra arrotondate in un cerchiolino. |
| u       | /u/~/ʊ/       | È una "u" di ultimo, vocale arrotondata. Se non accentata, si apre leggermente. |
| b       | /ɓ/           | È una "b" di balena, consonante sonora. Una consonante si dice sonora se il palmo della mano intorno alla gola sente le vibrazioni delle corde vocali durante la pronuncia. Si paragonino "fffff" e "sssss" con "mmmm" e "vvvv". In più, i suoni che in IPA hanno un piegamento in alto si dicono "implosivi": essi sono suoni sonori che sono introdotti da una sorta di deglutizione durante la pronuncia effettuata con la glottide, una valvola in fondo alla gola che si individua tossicchiando. Durante questa deglutizione, si tiene contratto il velo palatino, ostruendo la cavità nasale. |
| ch      | /t͡ʃ/          | È una "ci" di ciao, consonante sorda. |
| d       | /ɗ/           | È una "d" di dente, consonante sonora e implosiva. |
| dh      | /ð/           | È una "d" di dente, sonora ma interdentale, cioè pronunciata con la punta della lingua tra i denti, come nell'inglese that. Le parole che hanno questo suono sono prestiti. I parlanti non colti possono approssimare questo suono. |
| f       | /f/           | È una "f" di farfalla, consonante sorda. |
| g       | /ɠ/           | È una "g" di gatto, consonante sonora e implosiva. |
| gh      | /ɣ/~/ʀ/       | È una "g" di gatto, consonante sonora ma senza contatto tra organi. La pronuncia araba più diffusa, come alternativa, è quella di una "r" di rana sonora ma uvulare, cioè pronunciata come in tedesco, facendo vibrare l'ugola (il pendaglio in fondo alla bocca) con la radice della lingua. Si trova in prestiti. |
| h       | /h/           | È un'aspirazione sorda dalla glottide, come nell'inglese "have". Se prima di /u/, si può plasmare e assimilare in /x/-, cioè una "c" di cane sorda e senza contatto tra organi. |
| j       | /d͡ʒ/~/ʄ/      | È una "gi" di gioco, consonante sonora. In alternativa, è un suono che si ottiene pronunciando alla massima velocità "ghe-ghi-ghe-ghi-ghe-ghi" lasciando la lingua libera di muoversi: il dorso della lingua tenderà a sporgersi in avanti. In questa posizione, si pronuncia una "g" di gatto, consonante sonora. Si paragoni la posizione con quella di default e tipica, individuabile pronunciando "go-gu-go-gu-go-gu". |
| k       | /k/           | È una "c" di cane/"k" di koala, consonante sorda. |
| kh      | /x/~/ʁ/       | È una "c" di cane, sorda e senza contatto tra organi. La pronuncia araba più diffusa, come alternativa, è quella di una "r" di rana sorda ma uvulare, come in francese. Si trova in prestiti. |
| l       | /l/           | È una "l" di 'l'eva, consonante sonora. |
| m       | /m/           | È una "m" di mano, consonante sonora. Nelle combinazioni -mv- e -mf-, la /m/ si assimila alla consonante successiva diventando /ɱ/ labiodentale: si pronuncia cioè tenendo gli incisivi dell'arcata dentaria superiore a contatto con il labbro inferiore, come nell'italiano anfora e tramviere. |
| n       | /n/           | È una "n" di nave, consonante sonora. Nella combinazione -nk- si assimila in /ŋ/, come nell'italiano panca. La combinazione -nb-, in cui si assimila a /m/, è presente nel prestito e anglicismo "kranberi", da "cranberry" (mirtillo/ossicocco). |
| ny      | /ɲ/           | È una "gni" di gnomo, consonante sonora. |
| ng'     | /ŋ/           | È una "ng" di fango, ma senza la /g/ di rilascio, come segnalato dall'apostrofo. |
| p       | /p/           | È una "p" di palla, consonante sorda. |
| r       | /ɾ/~/r/       | È una "r" di arare o come nell'inglese statunitense "city, better", consonante sonora e solitamente monovibrante. Alcuni parlanti la pronunciano polivibrante /r/, come nell'italiano parco e carro. |
| s       | /s/           | È la "s" sorda (o aspra) di senza, aspetta, gusto. |
| sh      | /ʃ/           | È una "sci" di scienza, consonante sorda. |
| t       | /t/           | È una "t" di tavolo, consonante sorda. |
| th      | /θ/           | È una "t" di tavolo, consonante sorda ma interdentale, come nell'inglese "think". Si trova in prestiti. |
| v       | /v/           | È una "v" di vela, consonante sonora. |
| w       | /w/-          | È una "u" di quaglia, semivocale arrotondata chiusa. Si ottengono dittonghi da tutte le vocali. |
| y       | /j/-          | È una "i" di iena, semivocale con cui si ottengono dittonghi da tutte le vocali ("ya" si pronuncia sempre /ja/). Attento alla consonante ny- (e dunque alle combinazioni nya, nye, nyi, nyo, nyu). |
| z       | /z/           | È la "s" sonora (o dolce) della pronuncia in italiano standard di base, sbagliato, misero, impresa. La consonante deve pronunciarsi tramite vibrazione delle corde vocali; il suono è presente, p.es., anche in tedesco, francese, portoghese, catalano, romeno e nel dialetto shanghainese. Da non confondersi quindi con la "s" sorda (o aspra) di senza, aspetta, gusto, per cui non c'è vibrazione. |

Non si usano "C, Q, X". Quanto alle lettere doppie (e.g. italiano palla), lo swahili non ha le doppie tranne nel vocabolo per dire "quattro", "nne". In alcune parlate dialettali, alcune consonanti sia sorde che sonore si possono sentire accompagnate da aspirazione, cioè uno sbuffo d'aria: /pʰ tʰ tʃʰ kʰ bʰ dʰ dʒʰ ɡʰ/. Due parole identiche ma aventi due significati diversi possono essere distinte dall'aspirazione.
Quanto ai prestiti, circa il 30% del vocabolario swahili deriva dall'arabo. La stessa scrittura, prima dell'alfabeto latino, come già accennato era basata sull'alfabeto arabo con alcune modifiche marginali alle consonanti e ai diacritici delle vocali. Alcuni parlanti colti possono riprodurre la faringalizzazione nelle consonanti che in arabo sono faringalizzate: /dˤ, sˤ, tˤ, zˤ/. Per ottenere una consonante faringalizzata, bisogna immaginare di pronunciare una consonante (in questo caso /d, s, t, z/) con la radice della lingua già avvicinata alla parete della gola/faringe, come se ci si stesse soffocando con la lingua. Si sentirà dunque una consonante cupa, strozzata e chiusa. Anche la vocale successiva si sentirà cupa, strozzata e chiusa. La faringalizzazione era presente forse anche in Old Chinese, secondo la ricostruzione Baxter-Sagart (2014), e in ebraico biblico. Nei prestiti in arabo, cade la 'ayn, ciè la fricativa faringale sonora, cioè un suono che si può immaginare come la vocale neutra pronunciata con la radice della lingua in posizione di faringalizzazione. Nella parola "Allah" la "LL" è faringalizzata come eccezione per dare enfasi e questa faringalizzazione si può conservare nelle varie lingue straniere, incluso lo swahili. Per finire, se una parola araba contiene /q/ (una "c" di cane pronunciata con la radice della lingua contro la parte morbida del palato/il velo palatino/zona uvulare, cioè dove si trova un pendaglio detto "ugola"), un parlante colto può pronunciarla /q/. Altrimenti, si approssima e in più tutte le faringalizzazioni cadono. A questi accomodamenti, si aggiunge la caduta di 'ayn, come già detto, e l'approssimazione eventuale delle quattro consonanti reperibili in prestiti (/θ/ > /s/; /ð/ > /z/; /ɣ/ > /g/; /x/ > /h/ o simili; /q/ > /k/). Cadono pure gli allungamenti vocalici presenti in arabo, a meno che un parlante colto decide di ritenerli (non sono da confondere con gli allungamenti vocalici in swahili), e cade pure la hamza/stacco glottale/colpo di glottide, cioè un suono solitamente sonoro che si approssima immaginando di tirare un colpetto di tosse.
Infine, la lettera m, se anteposta a una consonante (non la semivocale w), viene enfatizzata e dà luogo a una sillaba, che eventualmente può ricevere l'accento, come in mzuri. Lo stesso si può dire per la n se anteposta a una consonante diversa da y (con l'eccezione della combinazione speciale ng', in cui la n non viene mai enfatizzata).

## Lessico
Pur avendo una struttura generale bantu sia dal punto di vista grammaticale che lessicale, lo swahili è ricco di parole di derivazione straniera, che riflettono i periodi di dominazione culturale o politica straniera attraverso la storia dell'Africa orientale, o comunque l'influsso dei rapporti dei popoli della costa africana con altre culture. Sono particolarmente numerose le parole di origine araba (per esempio i numeri dal venti in poi, lugha, "lingua", safari, "viaggio", saa, "ora" o "orologio", kufikiri, "pensare", kitabu, "libro"); ha origine araba, come si è detto, lo stesso nome "swahili". Nel swahili moderno sono molto comuni anche le parole di origine inglese (per esempio kompyuta, "computer", stampu, "francobollo", televisheni, "televisione", penseli, "matita"). Altre parole hanno origine portoghese (meza, "tavolo", gereza, "prigione"), persiana (sheha, "capovillaggio") e tedesca (shule, "scuola"). In generale, le parole di origine straniera non sono soggette alle regole grammaticali tipicamente bantu del linguaggio; per esempio, i sostantivi non hanno suffissi tipici per il singolare e il plurale, a differenza di quanto avviene per quelli di origine africana.
Una delle peculiarità del swahili è che le ventiquattro ore del giorno hanno una numerazione differente rispetto a quella standard predominante nel mondo. Questa numerazione è legata al fatto che nell'area di origine del swahili, che è prossima all'equatore, gli orari dell'alba e del tramonto sono sostanzialmente invarianti nell'arco dell'anno, rispettivamente alle 6 antimeridiane e alle 6 pomeridiane. Il sistema di numerazione swahili conta le ore a partire dall'alba e dal tramonto. Per esempio, le 7 antimeridiane sono indicate dall'espressione saa moja asubuhi, letteralmente "l'una del mattino", mentre le 7 pomeridiane sono saa moja usiku ("l'una della notte"); le 8 antimeridiane sono saa mbili asubuhi ("le due del mattino"), e via dicendo. Il numero zero non viene impiegato; le 6 antimeridiane o pomeridiane sono rispettivamente indicate dalle espressioni saa kumi na mbili asubuhi ("le dodici del mattino") e saa kumi na mbili jioni ("le dodici della sera").

## Grammatica
La caratteristica fondamentale (e difficoltà fondamentale, mentre altre non sono veramente quella fondamentale) del swahili è la concordanza di numero basata sul sistema di 8 classi di nomi, tale per cui in primis un determinato prefisso forma il singolare e il plurale di una parola. La conoscenza del singolare e del pattern della classe (cioè che tipo di vocaboli contiene una classe) in larga misura permettono l’identificazione della classe, ragion per cui si capisce con che prefisso formare il plurale del vocabolo. Le classi, se si riuniscono i singolari e plurali in coppia, sono 8, ma molte grammatiche le separano, modificano leggermente il numero e spiegano che ce ne sono 18. Altre ancora spiegano che lo swahili ne ha 22: semplicemente, in passato ne possedeva altre due (singolare +plurale), oggi obsolete ma ancora presenti nelle altre lingue Bantu. Qui, per semplificare, si prende la versione che spiega che lo swahili ha "8 classi".
La difficoltà nasce nel momento in cui più categorie grammaticali hanno l’accordo con questo prefisso che dipende dal nome e dal suo numero (peraltro il prefisso non è universale: esistono 8 classi). L’accordo/concordanza con il prefisso del nome per il singolare o plurale, variabile in base alla classe, coinvolge infatti l’aggettivo qualificativo, l’aggettivo/pronome dimostrativo, l’aggettivo/pronome possessivo, tutti i numeri tranne il 6/7/9/10/multipli di dieci, la preposizione "di" per indicare il complemento di specificazione e il verbo alla terza persona quando riferito al nome in questione. Per esempio, "bambino > bambini" è una parola appartenente alla “classe 1 m-wa" (mtoto > watoto), mentre altre parole come "libro > libri" appartengono invece alla classe 2 ki-vi (kitabu > vitabu). "Bello > belli, due, questo > questi, quello > quelli, mio, i libri/i bambini/il libro/il bambino illustra <inserire argomento a caso>" prendono certi prefissi se si riferiscono a "bambino" o a "libro", a cui si aggiunge il fatto che in questo preciso caso le parole sono state selezionate per fare l’esempio al singolare: potrebbero essere "bambini" e "libri". Già esse stesse in partenza hanno un diverso singolare e plurale: wa- funziona con la classe 1 m-wa, non con altri nomi: il plurale di "libro" è vitabu, non *watabu. Si ricorda che molte informazioni sulla classe vengono dal singolare, che contiene già il prefisso: è anche la forma dei dizionari cartacei e online e le 8 classi hanno dei pattern (non contengono in toto dei vocaboli alla rinfusa).
Il sistema di prefissi per formare i tempi verbali affermativi e negativi, eccetto la terza persona riferita non ai pronomi personali “lui/lei, loro” come soggetto, è invece piuttosto regolare; le 8 classi seguono in parte dei pattern e la formazione del plurale diventa meccanica, quindi non rappresenta la difficoltà principale.
Un modo di superare la difficoltà nella concordanza potrebbe quello di studiare un vocabolo al singolare e plurale (sono meccanici) con degli elementi annessi già declinati al singolare e plurale (sono quelli che creano la difficoltà principale), in modo da mutare una difficoltà in un automatismo o in un punto di forza nell’apprendimento siccome lo swahili è piuttosto ferreo in queste regole, salvo poche eccezioni e dei nomi e aggettivi invariabili in numero (a questi si aggiungono dei numeri che non concordano in classe). Per esempio, se si studia la parola “libro”, kitabu (peraltro è un prestito arabo facilmente riconoscibile), si studia il plurale vitabu (è di classe 2 ki-vi) e si unisce a elementi tradotti in swahili come “il mio libro > i miei libri; questo libro > questi libri; quel libro > quei libri; il libro bello > i libri belli; il libro illustra… > i libri illustrano…; due libri; il libro del professore > i libri del professore”. In un’ipotetica frase come “questi miei libri belli illustrano la storia di Mozambico”, gli elementi e i dati fondamentali sono la classe della parola “libro” (classe 1 ki-vi) e il fatto che è una parola plurale (vitabu). Mentre la prima soluzione consiste nell’affrontare il problema non consiste solo nel legare le categorie grammaticali più critiche al vocabolo (o almeno al suo pattern singolare-plurale), la seconda consiste nell’impostare fin dal primo momento una spiegazione in cui tutti questi elementi sono già trattati insieme e interconnessi (basta conoscere a monte un pugno di radici che riguardano le componenti grammaticali critiche). Il sistema verbale si può approfondire a parte siccome è piuttosto ferreo e presenta una criticità solo se i verbi hanno come soggetto non un pronome personale soggetto (e.g. egli parla, loro parlano VS il bambino parla, i bambini parlano).
Lo swahili in sintesi si può pensare come una lingua sub-sahariana che funziona basandosi su un grande sistema dal funzionamento ferreo di prefissi e infissi che modificano la radice delle varie parole. In molte altre caratteristiche, è molto più spartana e snella rispetto alle lingue neo-romanze (e.g. non vi è morfologia per il genere femminile in nessuna categoria grammaticale e non esistono gli articoli, come in cinese. Al massimo, delle parole cambiano interamente nel passaggio da maschile a femminile, e.g. baba > mama). Le radici si possono immaginare come “radici nominali, radici verbali, radici possessive, radice dimostrativa prossimale e distale, radici numerali, radici aggettivali, radici preposizionali”.

## Esempi

### Proverbi (methali) swahili
- Mahaba ni tongo ("L'amore è cieco")
- Adui aangukapo, mnyanyue ("quando il nemico cade, aiutalo ad alzarsi")
- Ada ya mja hunena, muungwana ni kitendo ("gli uomini comuni parlano, gli uomini onorevoli agiscono")
- Ajidhanie kasimama, aangalie asianguke ("chi si sente ben saldo in piedi, dovrebbe fare attenzione a non cadere")
- Ajuaye mengi, hasemi mengi ("chi sa di più chiacchiera di meno")
- Changu ni chetu, na chako ni chako ("quello che è mio è nostro, e quello che è tuo è tuo")
- Elfu huanzia moja ("le migliaia cominciano da uno")
- Elimu ni maisha, si vitabu ("si impara dalla vita, non dai libri")
- Ihsani huandama imani ("la gentilezza viene prima della fiducia")
- La leo litende leo ("fai oggi ciò che è da fare oggi")
- Radhi ni bora kuliko mali ("la benedizione dei genitori vale più della loro eredità")
- Uteshi wa mtoto ni anga la nyumba ("il riso di un bambino sono le fondamenta di una casa")
- Haraka haraka haina baraka ("la fretta non è benedetta", letteralmente "di fretta di fretta non ha benedizione")
- Mtu mume ni kazi ("un buon marito lavora sodo")
- Majuto ni mjukuu ("il rimpianto viene sempre troppo tardi")
- Ukitaka cha mvunguni sharti uiname ("se vuoi qualcosa sotto il letto, devi chinarti")
- Siku za mwizi ni arobaini ("i giorni del ladro sono quaranta")
- Akili ni nywele, kila mtu ana zake ("la ragione è (come) i capelli, ognuno ha i suoi")
- Fuata nyuki ule asali ("segui le api per mangiare il miele")
- Ukiona neno, usiposema neno, hupatikani na neno ("se vedi e taci, non avrai guai")
- Mkono mtupu haulambwi ("una mano vuota non si lecca")
- Haba na haba hujaza kibaba ("una goccia dopo l'altra riempie il bicchiere")
- Mpanda ngazi hushuka/Alioko juu mngoje chini ("ad orgoglio non mancò mai cordoglio")
- Mvumilivu hula mbivu ("l'uomo paziente mangia il cibo ben cotto")
- Paka akiondoka panya hutawala ("il gatto se n'è andato, i topi governano")
- Moja shika si kumi nenda uje ("uno preso è (come) dieci in arrivo"; cfr. "meglio un uovo oggi che una gallina domani")
- Ng'ombe akivunjika guu hukimbilia zizini ("quando la vacca si rompe la zampa, ritorna nel recinto")

### Convenevoli e espressioni fisse/base
| Convenevoli                                     | Traduzione |
| ----------------------------------------------- | --- |
| Shikamoo. (a persone di età e status superiore) | Saluti! [Di norma si usa con gli anziani, verso cui si porta molto rispetto] [in più, in generale si fa il gesto di "ciao" agitando la mano aperta, si sorride e ci si guarda] |
| Marahaba. [prestito arabo]                      | Saluti! (in risposta a "Shikamoo") |
| Assalam alaykum! [prestito arabo]               | Saluti! ("La pace su di voi") [Dall'arabo "'AsLa - Salaamu"pace" al caso nominativo -u - 'alaysu di - kumvoi <maschile>"]                                                      |
| Wa alaykum salaam.                              | Saluti! ("La pace su di voi") [risposta al saluto prestato dall'arabo, che ricalca la risposta araba]                                                                          |
| Assalam alayk! [prestito arabo]                 | Saluti! ("La pace [sia] su di te") [Dall'arabo "'AsLa - Salaamu"pace" al caso nominativo -u - 'alaysu di - kte <maschile>"]                                                    |
| Wa alayk salaam.                                | Saluti! ("La pace [sia] anche su di te") [risposta al saluto prestato dall'arabo, che ricalca la risposta araba]                                                               |
| Habari gani? (a coetanei e giovani)             | Come vanno le cose? ("Qual è la nuova/notizia?"; Habari: "notizia") |
| Nzuri (sana), asante.                           | (Molto) bene, grazie. |
| Salama. Na wewe? [prestito arabo]               | Pacificamente. E tu? |
| (Wewe) hujambo?                                 | Ciao. Come stai? |
| Hujambo Marco?                                  | Ciao. Come stai, Marco? |
| (Mimi) sijambo.                                 | Sto bene |
| (Nyinyi) hamjambo?                              | Ciao. Come state? |
| (Nyinyi) hatujambo.                             | Stiamo bene. |
| Hello! [prestito inglese]                       | Ciao! |
| Baba na mama zangu hawajambo?                   | Tuo papà e mamma come stanno? |
| Wote hawajambo                                  | Tutti stanno bene. |
| Hodi hodi!                                      | Permesso! (Per chiedere di entrare in casa, letteralmente "toc toc!") |
| Karibu (nyumbani).                              | Benvenuto (in casa). |
| Karibu ndani.                                   | Benvenuto. (letteralmente, "Benvenuto dentro") |
| Karibuni (nyote)                                | Benvenuti (tutti quanti). |
| Karibu tena.                                    | Bentornato. |
| Kaa chini.                                      | Siediti! (Anche se non ci si siede, si risponde "grazie", asante) |
| Karibu Tanzania.                                | Benvenuto in Tanzania. |
| Jina lako (ni) nani?                            | Come ti chiami? ("Nome-di te-è-chi?") |
| Jina lango (ni) Marco.                          | Mi chiamo Marco. |
| Nimefurahi kukuona, Layla.                      | Piacere di incontrarti, Layla. (Kukuona: "incontrare". Nimefurahi: "Io sono felice")                                                                                           |
| Asante. Na mimi pia.                            | Grazie. Anch'io. |
| (Wewe) unaongea Kiswahili?                      | Parli swahili? |
| (Mimi) ninaongea Kiswahili na Kiitaliano.       | Parlo swahili e italiano. |
| (Mimi) siongei Kiingereza                       | Non parlo inglese. |
| Unaongea Kireno, Daniele?                       | Parli portoghese, Daniele? |
| Mimi ni Mwitaliano.                             | Io sono italiano. |
| (Wewe) unatoka wapi?                            | Da dove vieni? |
| Mimi ninatoka Italia.                           | Io vengo dall'Italia. ("Io vengo l'Italia") |
| Vizuri.                                         | Bene! (letteralmente "bene", detto dopo che si apprende un'informazione importante e piacevole, come il nome, la provenienza, ecc.)                                            |
| Huyu ni rafiki wangu.                           | Questo è il mio amico. |
| Huyu ni Maria.                                  | Questa è Maria. |
| Hawa ni baba na mama zangu.                     | Questi sono mio papà e mamma. |
| Hawa ni watoto wangu.                           | Questi sono i miei bambini. |
| Nina (umri wa) miaka ishirini na miwili.        | Ho 22 anni. (-wili è riferito alla classe 1 m-mi di "miaka". "Umri wa miaka": anno d'età)                                                                                      |
| Asante (sana).                                  | Grazie (tante). |
| Samahani (sana)                                 | Mi dispiace (tanto). |
| Tafadhali... [prestito arabo]                   | Per favore... |
| Furahia mlo wako!                               | Buon appetito! |
| Kwaheri.                                        | Arrivederci! (Si risponde ripetendo "Kwaheri") |
| Kwaherini.                                      | Arrivederci! (Se ci si congeda da più persone) |
| Tutaonana.                                      | Ci rivediamo! (Si risponde ripetendo "Tutaonana") |
| Tutaongea Jumatatu.                             | Ci vediamo lunedì. |
| Mchana mwema!                                   | Buona giornata! (Ma letteralmente "mchana" significa "pomeriggio presto") |
| Siku nzuri!                                     | Buona giornata! |
| Jioni njema!                                    | Buona serata! |
| Usiku mwema!                                    | Buonanotte! |
| Lala salama! [con prestito arabo]               | Buonanotte! ("Dormi in pace") |
| Habari za asubuhi!                              | Buon mattino! |
| Safari njema! [prestito arabo]                  | Buon viaggio! |
| Ndio/Ndiyo, ...                                 | Sì. (anche risposta breve seguita da altro) |
| Hapana, ...                                     | No. (anche risposta breve seguita da altro) |
| Sawa.                                           | Bene! ("Ok", quando si apprendono informazioni ma non durante la presentazione)                                                                                                |
| Hakuna matata! Hakuna matatizo!                 | Nessun problema!/Tutto a posto! |
| Nisaidie!                                       | Aiutami! |
| (Mimi) nina njaa (kweli).                       | Ho (molta) fame. |
| (Mimi) nina kiu (kweli).                        | Ho (molta) sete. |
| (Mimi) siongei kiswahili vizuri                 | Non parlo bene swahili. |

### Dialetto kibajuni
(dialetto settentrionale parlato dagli abitanti delle Isole Bagiuni, vicine alla Somalia):
- io: imi
- tu: uwe
- egli/ella: hu
- noi: isi
- voi: ninyi / inyi
- essi: ivo